# Sheu Yuan-Dong
Sheu Yuan-Dong (chinois traditionnel : 許遠東 ; chinois simplifié : 许远东 ; pinyin : Xǚ Yuǎndōng; né le 22 mai 1927, mort le 16 février 1998) fut un économiste et haut fonctionnaire de la République de Chine. Il fut le président de la Banque centrale de la République de Chine entre le 20 mars 1995 et le 16 février 1998,, jour de son décès au cours de l'accident du vol China Airlines 676.